# Penallt
Penallt è una cittadina nel Monmouthshire, in Galles, posizionata su una collina sopra Monmouth. Al centro del villaggio, vicino ai giardini pubblici, si trova un pub del XVII secolo, "La Taverna di Penallt", precedentemente nota come "Taverna del cespuglio".

## Descrizione
Vicino, si trova il Bosco della Vecchia Chiesa di Penallt, una riserva naturale 10 acri (40 000 m²) gestita dal Gwent Wildlife Trust. Questa foresta decidua è habitat per specie come la Balia Nera, la Sitta, il Prisopolone,il Certhiidae e lo Sparviero Euroasiatico, sia per piante come i narcisi selvaggi  e i moscatelli.
La Vecchia Chiesa di Penallt è a circa un miglio a nord del villaggio. La maggior parte degli edifici è datata dal XV al XVI secolo circa, mentre la parte inferiore della torre potrebbe risalire al XIV secolo . La pesante porta di quercia risale al 1532. La Chiesa è stata ristrutturata nel 1887. La base e la parte inferiore della croce del cimitero risalgono al XV secolo. Il dedicatario della Chiesa è sconosciuto, tuttavia secondo una tradizione locale costui sarebbe Giacomo il Maggiore, il santo patrono dei pellegrini. All'interno si trova lo stemma reale della regina Anna Stuart, risalente al 1709.
L'Argoed, una dimora del XVII secolo, si trova nella parte sud-est del villaggio. Un tempo apparteneva al padre di Beatrice Webb, il riformatore, economista e socialista inglese. Fu anche di proprietà di Robert Plant durante gli anni '80. George Bernard Shaw, che si trovava con la famiglia Webb, descrisse Penallt come "un posto speciale". Altri residenti del villaggio includono Jeremy Cook il corrispondente della BBC per gli affari rurali e la presentatrice televisiva Kate Humble. 

## Galleria della Vecchia Chiesa

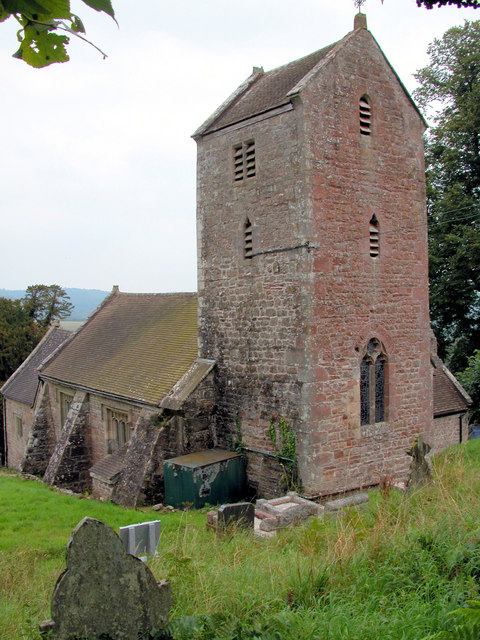
Penallt old church
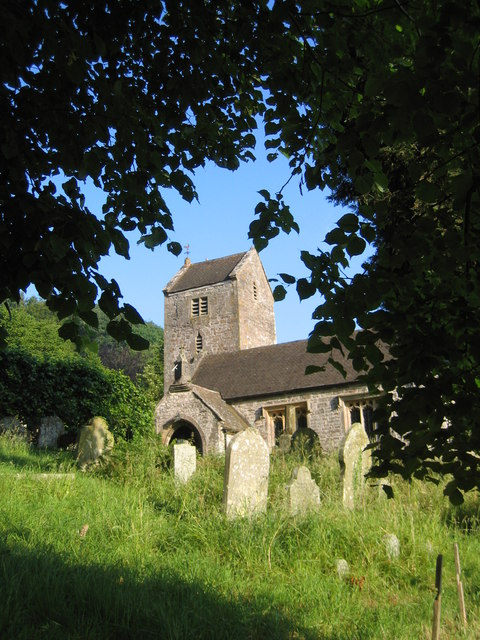
Penallt old church
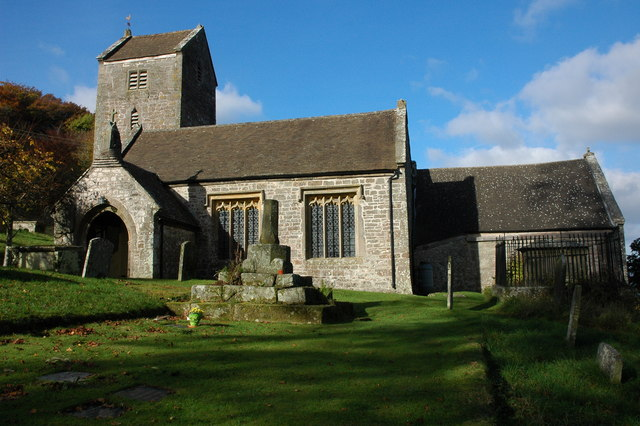
Penallt old church
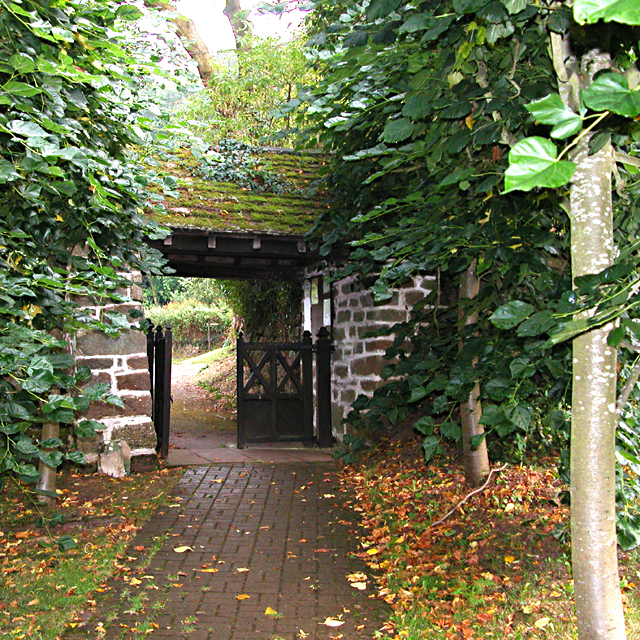
The Lych Gate of the old church
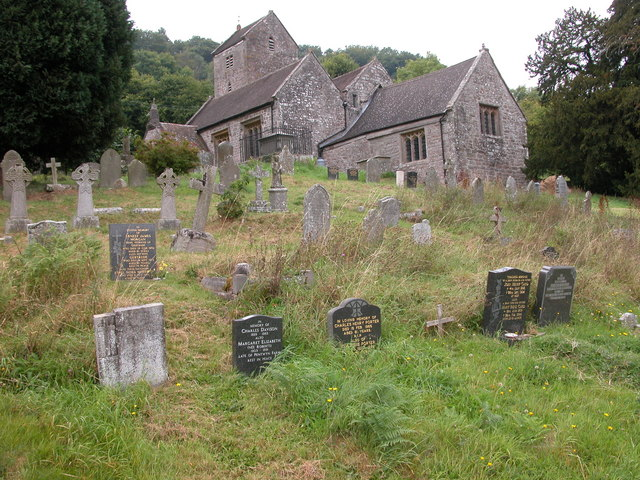
Part of the graveyard
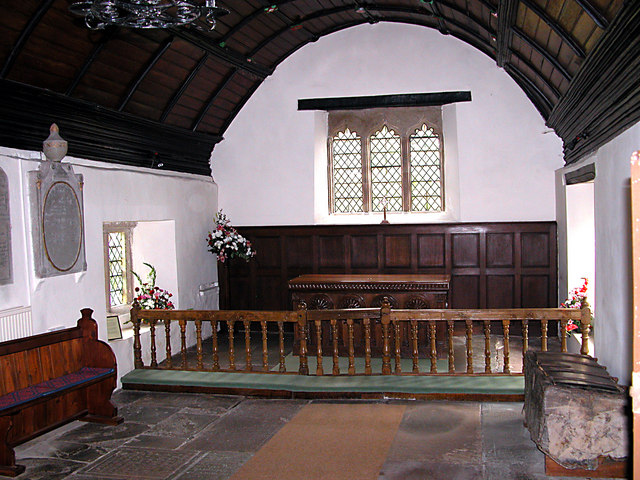
interior
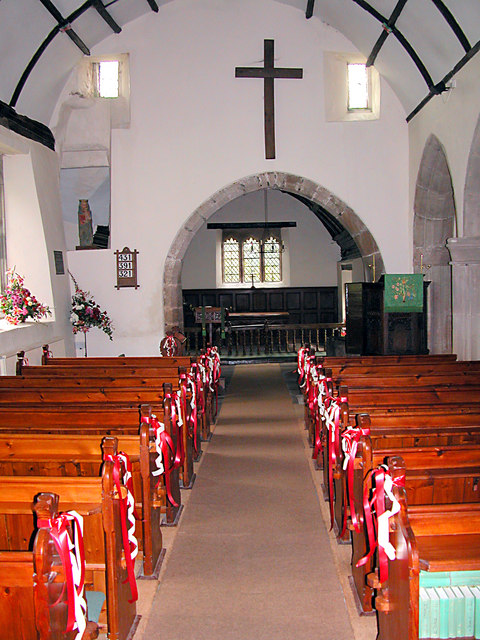
interior, view up the aisle
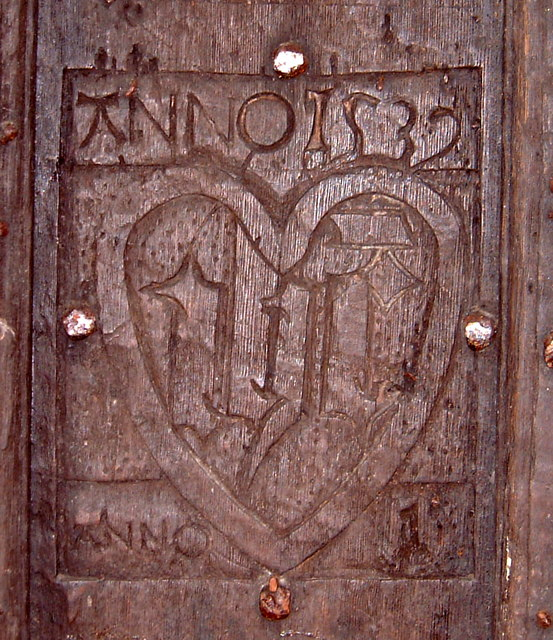
carved inscription inside the church
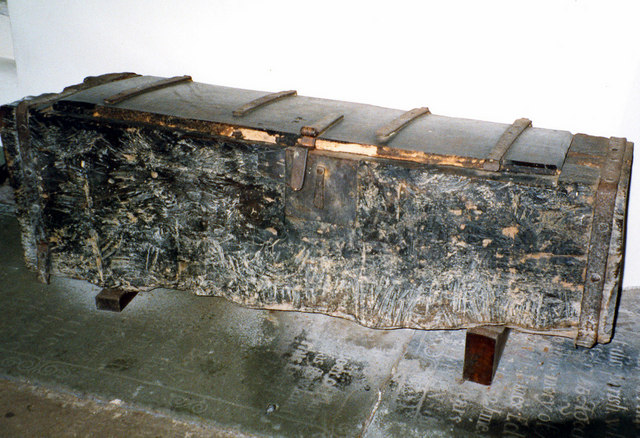
the ancient parish chest which is hewn from a tree trunk

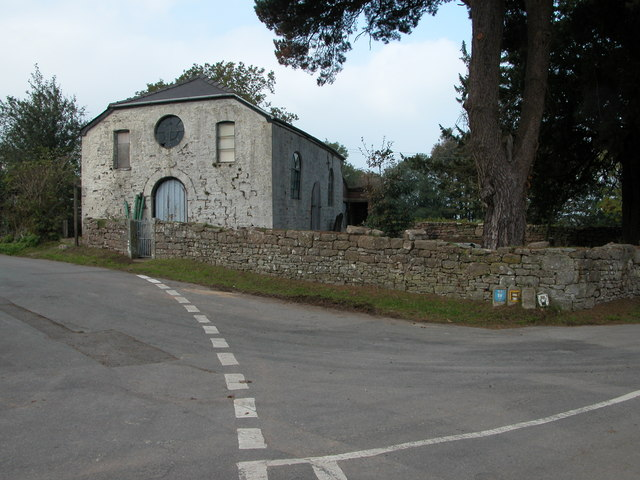
Old chapel
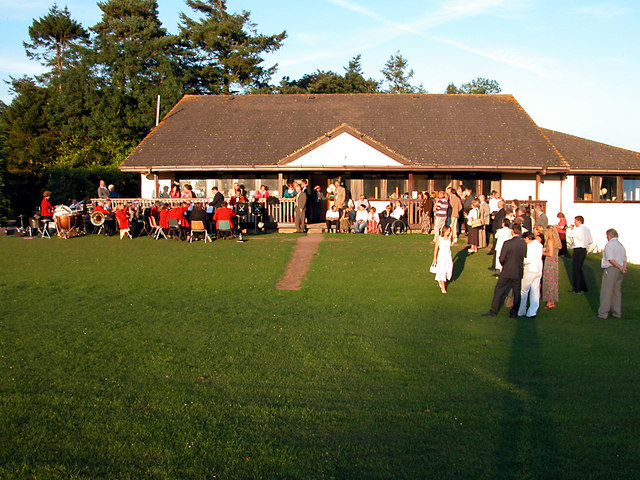
Pelham Hall
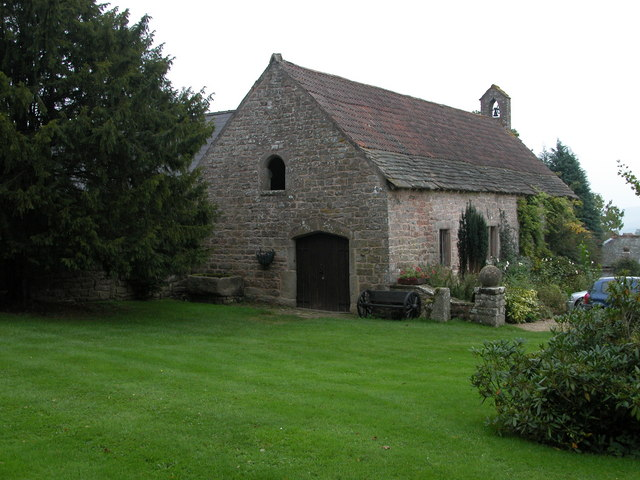
Building in the grounds of the Argoed
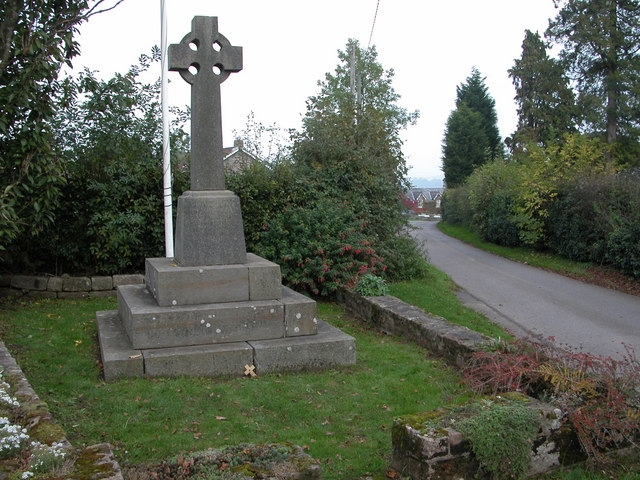
The war memorial
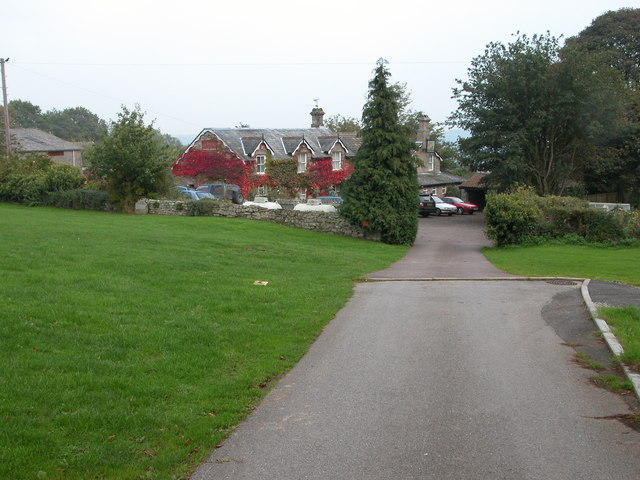
The Inn, formerly The Bush